# NGC 2366
NGC 2366 is een onregelmatig sterrenstelsel in het sterrenbeeld Giraffe. Het hemelobject werd op 9 december 1788 ontdekt door de Duits-Britse astronoom William Herschel. Het maakt deel uit van de M81-groep.

## Synoniemen
- UGC 3851
- IRAS07233+6917
- MCG 12-7-40
- ZWG 330.38
- DDO 42
- MK 71
- KCPG 133B
- PGC 21102